# Konståret 1963

## Händelser

### Okänt datum
- Svenska staten tar över ansvaret för Institut Tessin.
- På en utställning i Göteborg deltar den franska konstnären Pierre Brassau. Det visar sig vara en schimpans från Borås djurpark.[1][2]

## Priser och utmärkelser
- Prins Eugen-medaljen tilldelas Einar Forseth, målare, Palle Nielsen, dansk tecknare och grafiker, och Viljo Rewell, finländsk arkitekt.

## Verk
- Edward Hopper – Två komiker

## Utställningar

### Okänt datum
- Utställningen Living City sammansatt av gruppen Archigram öppnar på Institute of Contemporary Arts i London.
- "Önskemuseet" på Moderna Museet i Stockholm pågår vintern 1963-64. Utställningen innebar att man lånade in ett stort antal verk som man ansåg borde finnas i museets samling. Genom ett engångsanslag på 5 miljoner kronor av svenska staten kunde sedan museet införskaffa flera av verken, bland andra av Ernst Ludwig Kirchner, Max Ernst, Giacomo Balla, Giorgio de Chirico, Miró, Dalí, Mondrian och Picasso.

## Födda
- 20 januari - Mark Ryden, amerikansk konstnär.
- 25 februari - Staffan Ernestam, svensk bildkonstnär, musiker, sångare, textförfattare och kompositör.
- 8 mars - Olav Harald Ulstein, norsk konstnär.
- 16 juni - Sara Szyber, svensk inredningsdesigner och formgivare.
- 3 juli - Tracey Emin, brittisk konstnär.
- 29 juli - Lotta Kühlhorn, svensk författare, formgivare och illustratör.
- 25 september - Göran Nordfjell, svensk konstnär och illustratör.
- 22 oktober - Ralf Arzt, svensk konstnär
- 10 november - Sylvain Chomet, fransk serieskapare och animatör.
- 16 december - Charlotte Gyllenhammar, svensk konstnär.
- 19 december - Jockum Nordström, svensk konstnär och författare
- 5 december - Nanna Clason. svensk glaskonstnär.
- 16 augusti - C-Stefan Ahlenius, svensk konstnär, skulptör
- okänt datum - Frédéric Iriarte, fransk-svensk konstnär och formgivare,
- okänt datum - Tommy Olsson, svensk konstnär, kurator och konstkritiker,
- okänt datum - Lotta Antonsson, svensk konstnär.
- okänt datum - Felix Gmelin, bildkonstnär
- okänt datum - Geoff Bunn, brittisk konstnär.
- okänt datum - Kristian von Hornsleth, dansk konstnär
- okänt datum - Frédéric Iriarte, fransk konstnär och formgivare, verksam i Sverige sedan 1986.
- okänt datum - Marco Evaristti, dansk konstnär.
- okänt datum - Pia Törnell, svensk formgivare.
- okänt datum - Meta Isæus-Berlin, svensk installationskonstnär.
- okänt datum - Dan Perrin, svensk bildkonstnär.
- okänt datum - Mikael Richter, svensk konstnär och äventyrare.
- okänt datum - Lars Sundh, svensk formgivare.
- 12 september - Nicolas Krizan, svensk art director, illustratör, grafisk formgivare och serieskapare.
- okänt datum - Anna-Karin Elde, svensk illustratör, kåsör och författare.

## Avlidna
- 8 januari – Sigrid Fridman (född 1879), svensk skulptör och poet.
- 1 mars – Felice Casorati (född 1883), italiensk målare.
- 13 april – Harald Sallberg (född 1895), svensk grafiker.
- 19 april – Ida Sahlström (född 1871), svensk textilkonstnär.
- 16 maj – Anton Assow (född 1879), svensk bokbindare och självlärd tecknare, grafiker och akvarellmålare.
- 9 juni – Jacques Villon (född 1875), fransk målare och grafiker.
- 16 juli – Antonio Donghi (född 1897), italiensk målare.
- 19 juli – Yngve Berg (född 1887), svensk konstnär och bokillustratör.
- 31 augusti – Georges Braque (född 1882), fransk målare, skulptör och grafiker.
- 11 september – Suzanne Duchamp (född 1882), fransk dadaistisk konstnär.
- 17 september – Kurt Jungstedt (född 1894), svensk målare, tecknare, grafiker, teaterdekoratör.

### Fotnoter
1. ↑  ”Apan som lurade konstvärlden”. P4 Dokumentär. Sveriges Radio. 21 november 2024. https://sverigesradio.se/avsnitt/apan-som-lurade-konstvarlden. Läst 24 november 2024.
2. ↑  75 år Sverige, Carl-Adam Nycop, Bra Böcker, 1976, sidan 191 - Apa lurade kritiker